# Filandro Vicentini
Filandro Vicentini (Fara Filiorum Petri, 1836 – Chieti, 1927) è stato un medico e letterato italiano.

## Biografia
Conseguì 4 lauree presso l'Università di Napoli (in Lettere e Filosofia e in Scienze Matematiche nel 1855, in Medicina nel 1860, in Chirurgia nel 1862).
Come batteriologo scoprì nel cavo orale un microrganismo da lui chiamato "Leptothrix Racemosa"  

.
I suoi trattati di batteriologia vennero pubblicati anche all'estero..
.
Alla fine del secolo XIX, è stato Associate Editor della rivista scientifica “The journal of microscopy and natural science” (rivista della “Postal Microscopical Society”, società scientifica inglese fondata nel 1873)
Il comune di Chieti gli ha dedicato la strada accanto il palazzo arcivescovile. 

## Opere
Come Letterato, fu autore dell'opera Della letteratura italiana e dell'arte in rapporto alla vita nazionale - Disegno storico ad uso della gioventù studiosa, che analizza la letteratura e l'arte nei secoli dal XIV al XIX. (Edito dall'Officina Tipografica Abruzzese, Chieti - 1877) e del romanzo "Gisulfo" (opera ambientata in epoca longobarda).
Dal punto di vista storico letterario, Vicentini illustrò la storia dei Longobardi nel ducato di Benevento, con l'opera Gisulfo, o l'Italia undici secoli addietro : storia longobarda ricavata da un antico manoscritto, 2 voll., Napoli, Stab. Tip. Morano, 1872. Vicentini, elaborando l'escamotage del manoscritto raro rinvenuto e trascritto, come fece Manzoni per I promessi sposi, illustra la storia del duca Gisulfo II di Benevento, fino al IX secolo.